# 黑河—腾冲线

实际的人口密度图（2010年）

中国各省区人口密度图（2010），大致与黑河-腾冲线吻合

黑河—腾冲线，又称胡焕庸线，原稱璦琿—騰衝線、愛輝—騰衝線（1956年由瑷珲县改称爱辉县，1983年改称黑河市），是一条贯穿中国版图的假想直线段。该线从中国东北边境的黑龙江省黑河市（舊稱璦琿）一直延伸到中国西南边境的云南省腾冲市，大致划分出了中国人口在区域上的分布，体现了中国人口東南和西北的分布区域之懸殊差异。
这条线大致为倾斜45度基本直线，线东南方36%国土居住着96%人口（根据2000年第五次全国人口普查资料，利用ArcGIS进行的精确计算表明，按胡焕庸线计算而得的东南半壁占全国国土面积43.8%、总人口94.1%。1935年的胡焕庸给出数据和2000年数据不同的原因是因為1935年的中国包括外蒙古），以平原、水网、丘陵、喀斯特和丹霞地貌为主要地理结构，古时以农耕为经济基础；线西北方人口密度低，以草原、沙漠和高原为主，古时以游牧民族为主要居民。因而划出两个迥然不同自然和人文地域。
黑河 - 腾冲线在某种程度上也成为城镇化水平的分割线。这条线的东南各省区市，多数城镇化水平高于全国平均水平；而这条线的西北各省区，则多数低于全国平均水平。

## 相关信息
自宋以来，中国东南地狭人稠、西北地广人稀似乎早成事实，但此前无人对这种模糊的认识加以有力的佐证。黑河 - 腾冲线的出现则廓清了这一分界，影响深远，成为研究和决策的重要参考依据。多年后，美国学者将之称为“胡焕庸线”。黑河 - 腾冲线主要描述了中国人口密度在不同地区的分布，并由此得出中国第一张人口密度图。这张人口密度图被附在其于1935年发表在《地理学报》上的论文《中国之人口分布》之后。已故经济地理学家、人文地理学家、中科院院士吴传钧曾这样回忆他的老师：“当时中国总人口估计有4.75亿，他（胡焕庸）以1点表示2万人，根据掌握实际情况将2万多个点子落实到地图上，再以等值线画出人口密度图。”
在这张通过多种途径获得的全国各区县人口数据并手绘而成的点子密度图上，胡焕庸沿黑龙江黑河（即爱辉，今黑河）向西南至云南腾冲画出一条人口分布悬殊的界线。

## 璦琿—騰衝線

### 第一次提出
瑷珲—騰衝线的概念，于1935年由地理学家胡焕庸首次提出。他根据1933年的人口分布图与人口密度图，提出了此概念。在该年《地理学报》第二期发表的《中国人口之分布》一文中写到：
|                              | 自黑龙江之瑷珲向西南作一直线，至云南之騰衝为止，分全国为东南与西北两部：则此东南部之面积，计四百万平方公里，约占全国总面积之百分之三十六；西北部之面积，计七百万平方公里，约占全国总面积之百分之六十四。惟人口之分布，则东南部计四万万四千万，约占总人口之百分之九十六；西北部之人口，仅一千八百万，约占全国总人口之百分之四。 |
| ——胡焕庸，《中国人口之分布》 | |

该文中所附的《中国人口密度图》，是中国的第一张全国人口密度图；该文后来还陆续被美国《地理学评论》及英、德等国的著名地理期刊介绍或转载。

### 1987年重新计算
1987年，胡焕庸根据中国大陆1982年的人口普查数据，排除二战后外蒙古独立等导致中国版图变动的因素，得出：
|                                        | ……东半部面积占目前全国的42.9%，西半部面积占全国的57.1%……在这条分界线以东的地区，居住着全国人口的94.4%；而西半部人口仅占全国人口的5.6%…… |
| ——胡焕庸，《我国人口与经济的地区分布》 | |

## 名稱變更
在1956年以前，這條人口地理的分界線以兩端的城市命名爲“璦琿—騰衝線”。1956年11月，璦琿縣改名為愛輝縣，故分界線的名稱也隨之變成“愛輝—騰衝線”。到了1983年4月，愛輝縣被撤銷及併入黑河市，此後名稱則變為現在所用的“黑河—騰衝線”。